# George Dunlop
George Dunlop (* 16. Januar 1956 in Belfast) ist ein ehemaliger nordirischer Fußballtorwart. Er war in den 1980er-Jahren als Torhüter des nordirischen Rekordmeisters Linfield FC bekannt, für den er insgesamt neun Ligatitel gewann. Darüber hinaus absolvierte er vier A-Länderspiele zwischen 1984 und 1989 für die nordirische Nationalmannschaft und war Teil des Kaders der WM-Endrunde 1982 in Spanien. Dort war er jedoch nur die „Nummer 3“ hinter Pat Jennings und Jim Platt.

## Sportlicher Werdegang
Früh in seinem Sportlerleben ergab sich für Dunlop die Chance, im englischen Profifußball Fuß zu fassen. Er hatte sich als Teenager Manchester City angeschlossen, aber den Sprung in den Profibereich nicht geschafft. Allein in einem Spiel des UEFA-Pokals gegen den FC Valencia saß er im September 1972 einmal auf der Ersatzbank, aber bereits im folgenden Jahr verließ er den Verein in Richtung nordirische Heimat, wo er beim Glentoran FC anheuerte. Der sportliche Durchbruch erfolgte jedoch erst zwei Jahre später beim Erstligakonkurrenten Ballymena United, für den Dunlop 62 Meisterschaftspartien bestritt. Dabei zeigte er seine Stärken im „klassischen“ Torhüterspiel mit Reaktionsschnelligkeit und guten Paraden. Es schloss sich im Oktober 1977 ein wegweisender Wechsel zum Rekordmeister Linfield FC an.
In Linfield war er in den ersten anderthalb Jahren zumeist für die Reservemannschaft aktiv, bevor er die Nachfolge des vormaligen Stammkeepers Ken Barclay antrat. In über einem Jahrzehnt bestritt Dunlop deutlich mehr als 500 Pflichtspiele für den Linfield FC, gewann neun nordirische Meisterschaften und wurde im Jahr 1980 erstmals im Rahmen einer Australien-Tour für die nordirische Nationalmannschaft berufen. Ohne weiter sein Debüt für Nordirland bestritten zu haben, nominierte ihn Nationaltrainer Billy Bingham auch in den Kader für die WM-Endrunde 1982 in Spanien, wo er jedoch hinter Pat Jennings und Jim Platt keine Berücksichtigung fand. Erst im Oktober 1984 konnte er sich erstmals bei einem 3:0-Sieg gegen Israel per Einwechslung behaupten. Obwohl er für die nächste WM-Endrunde 1986 in Mexiko von Bingham nicht nominiert wurde, galt er als einer der möglichen Nachfolger der in die Jahre gekommenen Jennings und Platt. Er bestritt für den verletzten Phil Hughes im April 1987 gegen Jugoslawien (1:2) und im Oktober 1989 gegen Irland (0:3) seine letzten beiden Länderspiele, bevor ihm mit Allen McKnight, Paul Kee und Tommy Wright (den er zuvor viele Jahre lang in Linfield auf die Ersatzbank verdrängt hatte) weitere Torhüter vorgezogen wurden.
Parallel zu seiner Fußballerkarriere arbeitete Dunlop mittlerweile als Polizist der Royal Ulster Constabulary und spielte für die dortige Mannschaft nach seinem Abgang aus Linfield im Dezember 1990. Später kehrte er zum Fußball zurück und arbeitete im Jugendbereich des Bangor FC. Im April 2005 übernahm er in Bangor bis 2007 die Cheftrainer-Rolle, nachdem er bereits Mitte der 1990er dort einmal ausgeholfen hatte.

## Titel/Auszeichnungen
- Ulster Footballer of the Year (1): 1980/81
- Nordirische Meisterschaft (9): 1978/79, 1979/80, 1981/82, 1982/83, 1983/84, 1984/85, 1985/86, 1986/87, 1988/89
- Nordirischer Pokal (2): 1979/80, 1981/82
- Nordirischer Ligapokal (1): 1986/87
- Gold Cup (7): 1979/80, 1981/82, 1983/84, 1984/85, 1987/88, 1988/89, 1989/90
- Ulster Cup (2): 1979/80, 1984/85
- County Antrim Shield (5): 1975/76, 1980/81, 1981/82, 1982/83, 1983/84